# 马文田
马文田（1965年11月—），河南永城人，中华人民共和国政治人物，1984年7月参加工作，1991年3月加入中国共产党。研究生学历，工学博士、经济学博士，高级工程师。毕业于周口市水利学校水利工程建设专业，取得武汉水利电力学院计算机应用专业硕士学位，以及华南理工大学建筑工程系结构工程专业博士学位。

## 简历
1999年4月，进入广州市建委城市建设处，历任主任科员，建设处副处长，建设处处长、计划资金处处长，建委副主任；2003年2月，任中共广州市白云区委常委、副区长；2004年7月，任广州市公路管理局局长；2005年9月，任广州市南沙区区长；2006年10月，任广州市市政园林局局长；2009年10月，任广州市民防办公室主任；2011年7月，任广州市白云区委副书记、代区长；2011年11月，任白云区区长；2012年11月，任中共白云区委书记；2017年1月，升任广州市人民政府副市长；
2019年5月，马文田离开广州，出任中共汕头市委书记。2020年6月3日，兼任汕头市人大常委会主任；
2021年9月，任广东省自然资源厅党组书记、副厅长，2022年5月卸任，随后转任广东省政协机关一级巡视员。